# Europlast
Europlast este o companie producătoare de polistiren expandat din România, înființată în anul 1994.
Compania este controlată de omul de afaceri Gabriel Mazilu.
Europlast deține două fabrici de polistiren expandat, în comuna Petrești, județul Dâmbovița, și în Satu Mare, care au o capacitate totală de 360.000 de metri cubi anual.
Cifra de afaceri în 2006: 5 milioane Euro